# INI
INI（アイエヌアイ、ローマ字表記: INI）は、日本の11人組グローバルボーイズグループ。サバイバルオーディション番組「PRODUCE 101 JAPAN  SEASON2」を通じて結成された。
吉本興業とCJ ENMの合弁会社であるLAPONEエンタテインメントによって運営されている。愛称は「イニ」。ファンの呼び名は「MINI」（ミニ）。

## メンバー
出典をもとに記述。備考欄については特記事項のみ記入。順位は『PRODUCE 101 JAPAN SEASON2』最終順位。
| 名前      | よみ                | 生年月日               | 血液型 | 出身地                      | 身長  | メンバーカラー | 備考                                 | 順位 |
| --------- | ------------------- | ---------------------- | ------ | --------------------------- | ----- | -------------- | ------------------------------------ | ---- |
| 池﨑 理人 | いけざき りひと     | 2001年8月30日（23歳）  | O型    | 日本 福岡県北九州市         | 180cm | ネイビー       | メインラッパー                       | 9位  |
| 尾崎 匠海 | おざき たくみ       | 1999年6月14日（26歳）  | O型    | 日本 大阪府枚方市           | 173cm | オレンジ       | メインボーカル                       | 5位  |
| 木村 柾哉 | きむら まさや       | 1997年10月10日（27歳） | B型    | 日本 愛知県名古屋市         | 175cm | 黄             | リーダー メインダンサー サブボーカル | 1位  |
| 後藤 威尊 | ごとう たける       | 1999年6月3日（26歳）   | AB型   | 日本 大阪府豊能郡豊能町     | 176cm | 白             | リードダンサー サブラッパー          | 11位 |
| 佐野 雄大 | さの ゆうだい       | 2000年10月10日（24歳） | AB型   | 日本 大阪府茨木市           | 178cm | ピンク         | サブボーカル                         | 10位 |
| 許 豊凡   | しゅう ふぇんふぁん | 1998年6月12日（27歳）  | A型    | 中華人民共和国 浙江省衢州市 | 176cm | 紫             | リードボーカル                       | 8位  |
| 髙塚 大夢 | たかつか ひろむ     | 1999年4月4日（26歳）   | O型    | 日本 東京都                 | 167cm | 水色           | メインボーカル                       | 2位  |
| 田島 将吾 | たじま しょうご     | 1998年10月13日（26歳） | A型    | 日本 東京都                 | 179cm | 緑             | メインラッパー メインダンサー        | 3位  |
| 西 洸人   | にし ひろと         | 1997年6月1日（28歳）   | AB型   | 日本 鹿児島県               | 173cm | 黒             | 最年長 メインダンサー メインラッパー | 6位  |
| 藤牧 京介 | ふじまき きょうすけ | 1999年8月10日（26歳）  | A型    | 日本 長野県佐久市           | 168cm | 青             | メインボーカル                       | 4位  |
| 松田 迅   | まつだ じん         | 2002年10月30日（22歳） | B型    | 日本 沖縄県沖縄市           | 171cm | 赤             | 最年少 リードダンサー サブボーカル   | 7位  |

## 経歴

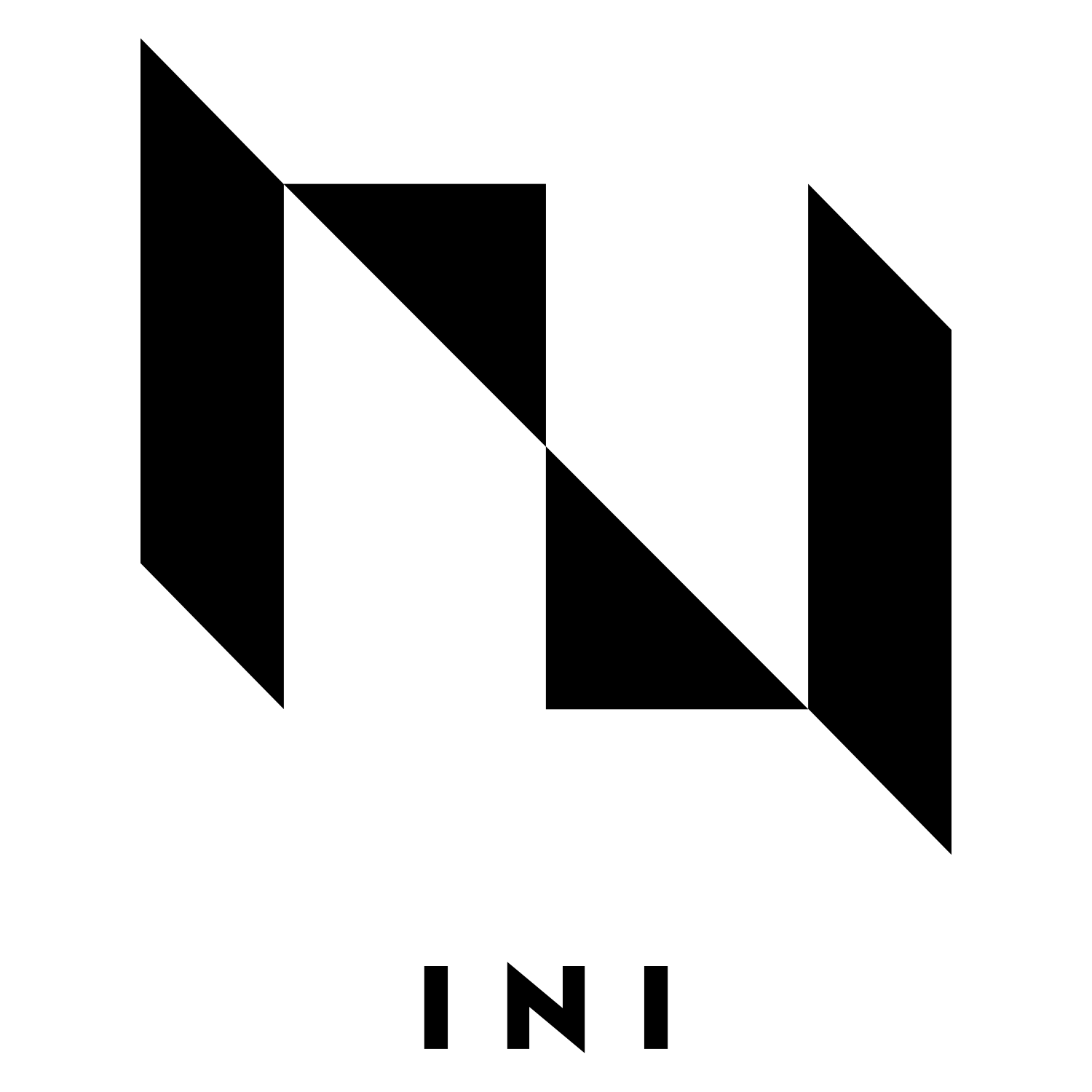
公式ロゴ

### 2021年: PRODUCE 101 JAPAN  SEASON2
2020年11月、サバイバルオーディション番組「PRODUCE 101 JAPAN  SEASON2」の募集が開始された。同番組は、2019年に放送された「PRODUCE 101 JAPAN」の続編である。シーズン2の開催発表は「PRODUCE 101 JAPAN」から誕生したJO1のデビューから7ヶ月後であり、この続編の早期開催についてLAPONEエンタテインメントの社長・崔信化は、様々な意見があり慎重に議論を重ねてきたことを認めている。最も大きな争点は、コロナ禍で先行きが見えない中、オーディションを途中で中断するというリスクを抱えながら多額の資金を投資すべきかどうかであった。しかし、JO1によって同オーディションシリーズの認知度が上がっていたこともあり、開催を決定したという。結果的に、シーズン2をきっかけに前作を見直す“国民プロデューサー”もかなり多く、双方にとって良い結果となったと語っている。2021年4月から放送が開始され、最終回の6月13日はTBSで生放送され、そこでデビューメンバーとなる11人が発表された。「PRODUCE 101」シリーズ出身のグループは活動期間の定めがあるが、INIはJO1同様に活動期間の制限はない。
「PRODUCE 101 JAPAN  SEASON2」の参加者のほとんどはエンターテインメント業界での活動経験がなかったため、INIに選ばれたメンバーの経歴も様々であった。例えば、木村柾哉と西洸人はダンサーとして活動し、有名アーティストのバックダンサーを務めた経験があった。田島将吾はバラエティ番組やテレビドラマにも出演。また、韓国の芸能事務所CUBEエンターテインメントで2年間練習生をしていた。尾崎匠海は、エイベックス・マネジメント所属のダンスボーカルグループの一員として活動。藤牧京介は、TikTokで歌唱動画を投稿し、19万人のフォロワーを持っていた。また、韓国の事務所からスカウトされていた。許豊凡は、地元中国で練習生の経験があった他、大学でダンスサークルに所属。後藤威尊は大学でダンスサークル、高塚大夢はアカペラサークルにそれぞれ所属していた。松田迅はダンス経験が僅かにあった。池﨑理人と佐野雄大は、歌もダンスも未経験であった。
グループ名「INI」には、「『PRODUCE 101 JAPAN SEASON2』で出会った11人の僕たち（私：I）があなた（I）と繋がり合う（Network）」という意味が込められている。

### 2021年: デビュー
2021年6月14日、『あさチャン!』でINIとしての地上波報道番組初出演。6月21日、中国国籍である許が日本で芸能活動を行うために必要なビザの取得手続き中であることが公式サイトで発表された。以降、許はビザの取得できるまでの期間、メディア出演を停止した。同年7月10日、公式YouTubeチャンネルで初のコンテンツ企画「INIクラス」が配信開始（全2回＋番外編3回）。7月13日、結成から1か月を迎え、ファンによる企画で「#世界へ羽ばたけINI」がTwitter世界トレンド1位となった。OFFICIAL FANCLUBが本格始動。7月30日、GYAO!で初の特別番組「はじめまして!僕たちINIです!」が配信開始。8月4日、公式Twitterで許のビザ取得手続きが完了したことが発表され、許は活動に復帰した。
2021年9月4日、公式YouTubeチャンネルでグループのリーダーを決める様子が公開され、木村が選ばれたことが発表された。同年9月8日、公式YouTubeチャンネルにおいて公式ファンネームが、「MINI」（ミニ）に決定。
INIは「PRODUCE 101 JAPAN  SEASON2」終了後、韓国でデビュー作の準備に取り掛かった。9月18日、11月に発売されるデビューシングル『A』の収録曲・アーティスト写真・ジャケット写真が発表された。収録曲「Rocketeer」と「Brighter」のティザーが公開され、活動曲をファン投票で決めることが発表された。9月25日、ファン投票の結果「Rocketeer」が活動曲となったことが発表された。9月26日、「Rocketeer」フルMV公開および「Rocketeer」「Brighter」の音源が配信開始された。Kカルチャーフェスである「KCON:TACT HI 5」に初出演し、初パフォーマンスを披露。「PRODUCE 101 JAPAN  SEASON2」のテーマ曲「Let Me Fly 〜その未来へ〜」、「Rocketeer」を披露した。10月15日、オリコン週間ストリーミングランキングで「Rocketeer」が週間再生852.2万回で首位を獲得。
10月15日、GYAO!で初の冠レギュラー番組『INI STATION』が配信開始（全5回）。3ヶ月に及ぶ韓国合宿の様子やデビュー曲のレコーディング風景が公開された。10月22日発売の女性ファッション雑誌『ViVi』特別版で雑誌の表紙初登場を果たす。同誌としては、デビュー前の男性グループが初登場で表紙を飾るのは、これが初であった。10月23日、NHK『シブヤノオト』で地上波音楽番組初出演。10月28日、メンバーカラー決め動画が公開され、各自のメンバーカラーが発表される。10月30日、デビューを記念したテレビ初冠特番「INI デビュー記念!期待のグローバルボーイズグループまるわかり SP」がCS放送TBSチャンネル1で放送。
2021年11月3日、シングル『A』でデビューを果たした。オリコンデイリーチャート初登場1位を獲得。初週売上50万枚（ハーフミリオン）を超え、デビューシングル初週売上記録では歴代5位の記録となった。LAPONEエンタテインメントの社長・崔信化は、レコード会社を含めた関係者が集まった最初のINIの会議で「最低でも50万枚スタート。そこに向かって全力で向かってほしい」と話しており（催は後にINIメンバーにも同じ話をしている）、それを実現した形となった。催はデビューシングルの成功の理由についてINIの努力、ファンの支持、（視聴者投票という）PRODUCE 101のフォーマット、同日デビューのBE:FIRSTとの相乗効果を挙げている。11月13日・14日、初のファンミーティング「INI 1ST FAN MEETING」を4公演ぴあアリーナMMで開催。のべ2万4千人のファンの前で、「Rocketeer」「Brighter」を含む計6曲を披露した。11月13日放送の『おかべろ』で地上波バラエティ番組初出演を果たす。11月19日、第63回輝く！日本レコード大賞新人賞を受賞。同時に最優秀新人賞候補となった。12月11日、韓国で開催された音楽授賞式「2021 Mnet Asian Music Awards」に初出演。「Favorite Asian Artist」を受賞した。
12月22日、INI初のユニットコンテンツである「WORKSPACE」が始動。タイトルには、「ネットワーク上での作業空間」という意味が込められている。22日に尾崎、佐野、許、髙塚、藤牧による「Brighter Acoustic Ver.」（デビューシングル『A』の収録曲「Brighter」のアコースティック版）、24日に木村、後藤、松田によるダンスパフォーマンス「INI WORKSPACE-Dance #1」（音楽は、「Rocketeer」のトラックに東洋的なフルートの音とヒップホップビートをミックスしたもの）、26日には西、田島、池﨑による「How are you」（3人が作詞に参加）がそれぞれ配信された。

### 2022年: 初のアリーナツアー、1stアルバム
2022年1月7日、 TOKYO FMおよびJFN各局にて初の冠レギュラーラジオ番組『From INI』が放送開始。1月15日、 MUSIC ON! TVにてテレビ初レギュラー番組『INI Road ～世界進出への道～』が放送開始（全4回）。1月29日、公式YouTubeチャンネルのレギュラーコンテンツ「INIフォルダ」が開始。コンセプトは、「INIがまだ発揮できていない新しい魅力を見つけてどんどん記録していく」。3月14日、第36回日本ゴールドディスク大賞でベスト5ニュー・アーティストを受賞。
2022年3月13日、2枚目のシングル『I』のダブルタイトル曲「CALL 119」「We Are」のティザー映像が公開される。前作同様に活動曲をファン投票で行い、3月20日、「CALL 119」に決定。同日にミュージックビデオも公開された。4月1日、GYAO!でレギュラー番組『INI　STATION　season2』が放送開始（全5回）。4月20日、2枚目のシングル『I』を発売。2日間で売上50万枚を記録し、オリコン史上初となるデビューシングルから2作連続初週売上50万枚超えを達成した。
5月14日・15日、幕張メッセで行われた「KCON 2022 Premiere」に出演。「Rocketeer」「CALL 119」を含む4曲を披露した他、ライブ後半にはメンバー自らが選曲したEXOの「Growl」とBTOBの「Missing you」のカバーを披露した。5月18日、デジタルシングル「Yummy!!」を発表。同曲は、エスビー食品のCM曲として起用された。
2022年7月1日、公式YouTubeチャンネルで「INI 1ST ANNIVERSARY LIVE」と題した生配信を実施。その中で3枚目のシングル『M』の発売とグループ初となる全国4都市を回るアリーナツアー開催が発表された。8月10日よりメンバーが展示物作成に携わったグループ初の企画展「INI museum」が全国7会場のhmv museumにて開催。8月20日、アメリカ・ロサンゼルスのCrypto.com Arenaで行われた「KCON 2022 LA」に出演。日本のグループとしては初のKCON LA出演かつ有観客ライブとしては、グループ初の海外パフォーマンスとなった。
2022年8月30日、3枚目のシングル『M』発売。オリコン週間シングルランキングで初登場1位を記録し、デビューシングルから3作連続で1位を獲得。8月9日、リード曲「Password」のミュージックビデオが300万回再生を突破したことを記念して、INI初のパートスイッチ動画を公式YouTubeで公開。9月8日、結成1周年のスペシャル企画として「Polaroid」のSpecial Performance Videoが公開された。同年6月13日に公式サイトで“INI結成1周年スペシャル企画「#INI一秒を永遠にしてみよう」”と題してファンからINIとの思い出の写真を募集。集まった写真が飾られた撮影現場で2枚目のシングル「I」の収録曲「Polaroid」を録音。その生歌を使用したMVとなっている。
2022年9月3日、熊本県農業公園カントリーパークで行われたロックバンド・WANIMA主催の「WANIMA presents 1CHANCE FESTIVAL 2022」に出演。INIにとって初の野外フェスへの出演となった。ここでWANIMAが作詞作曲を手掛けた「HERO」を初披露。また、同曲が尾崎が出演するテレビドラマの主題歌に起用されることが発表された。INIの楽曲がドラマ主題歌となるのはこれが初である。同曲は10月17日に配信開始され、フェスでのパフォーマンス映像がINIの公式YouTubeで公開された。
2022年10月、木村、田島、髙塚、藤牧、松田がTBS系ドラマ『君の花になる』に出演。劇中に登場するアイドルグループ8LOOMのライバルグループ「CHAYNEY（チェイニー）」を演じた。同年10月、尾崎がカンテレ・BSフジ共同制作のドラマ『コンビニ★ヒーローズ〜あなたのSOSいただきました!!〜』に出演。『コンビニ★ヒーローズ』には、『君の花になる』に出演したメンバー以外（西、許、後藤、佐野、池﨑）が各話にゲスト出演した。
10月23日、レギュラー冠番組『INIの推しごとです!』が放送開始（全8回）。
2022年11月13日、デビュー1周年を記念したYouTube生配信「INI DEBUT 1ST ANNIVERSARY PARTY」を実施。初のアリーナツアーの追加公演として日本武道館公演がサプライズで発表された。
2022年12月14日、シングル『A』『I』『M』のタイトル曲などが収録された1枚目のアルバム『Awakening』を発売。タイトル曲「SPECTRA」には西、「Runaway」には田島がそれぞれ作詞に参加し、グループ初となるメンバーによる楽曲制作参加となった。アルバムは初週で24.1万枚を売り上げ、オリコン週間ランキングで初登場1位を獲得した。
12月17日、愛知県・AICHI SKY EXPO ホールA公演を皮切りに、東京、愛知、大阪、福岡の全国4都市5会場を回る初のアリーナツアー「2022 INI 1ST ARENA LIVE TOUR [BREAK THE CODE]」を実施。計13公演を行い、12万人を動員した。2023年1月7日・8日には、日本武道館で追加公演が行われた。同ツアーの映像作品は2023年4月19日に発売されたが、これに先駆けて同年3月15日から公式YouTubeチャンネル限定でライブツアーのドキュメンタリー映像が順次公開された（全5話）。

### 2023年: 2度目のアリーナツアー、2ndアルバム
2023年1月、洋服の青山のフレッシャーズのCMに出演。CM楽曲として、このために書き下ろされ、s**t kingzのNOPPOが振付を手掛けた「New Day」が起用された。曲は1月30日から配信が開始され、2月6日に公式YouTubeチャンネルにパフォーマンスビデオが公開された。なお、NOPPOが振付を担当した縁で、木村と西がs**t kingz・kazukiのYouTubeチャンネル「カズキのたね」に出演。Kazuki、NOPPO、Show-hey（RADIO FISHのメンバーとしても知られるダンサー）と共に「New Day」の“踊ってみた動画”を撮影した。
5月24日、4枚目のシングル『DROP That』を発売。オリコン、Billboard JAPANの両主要チャートで首位を獲得。オリコンではデビュー作から4作連続での初週売上30万枚超え、Billboard JAPANの集計では初週売上約52万枚を記録した。シングルのリードトラック「FANFARE」はINI初のハードロック調の曲となっている。5月17日に公式YouTubeで同曲の「CHEERING GUIDE」が公開された。公式の掛け声動画が公開されるのはこれが初である。「Let's Escape」では藤牧、「DROP」では西が作詞に参加している。
髙塚がウクライナのアニメーション映画『ストールンプリンセス:キーウの王女とルスラン』の日本語吹き替え版の主演に抜擢された。7月17日、同作のために書き下ろされ、髙塚が作詞を担当したINIの楽曲である「My Story」のデジタル配信が開始された。なお、映画は同年9月22日より公開が開始された。
2023年6月8日、韓国Mnetの音楽番組「M COUNTDOWN」に初出演し、「FANFARE」の韓国語版を披露した。同年7月、フジテレビとNTT QONOQがタッグを組んだバーチャルイベント「バーチャル冒険王2023」のテーマソングとして「Moment」が起用された。楽曲の振付は木村が担当しており、木村が単独で振付を担当するのはこれが初である。8月7日開催の「めざましライブ」で、初パフォーマンス。8月14日に配信発売が開始された。
2023年8月30日、初の写真集『Chrono』発売。撮影はタイで行われた。写真集発売当日、後藤、許、西、松田がTikTokで初の生放送をゲリラ開催した。写真集は、オリコン週間BOOKランキングで1位を獲得。同ランキングジャンル別「写真集」でも1位となった。
2023年9月12日、韓国Mnetの人気ダンスサバイバル番組『STREET WOMAN FIGHTER2』のOST曲「Busterz」の配信開始。INIとして韓国語曲の発売はこれが初である。同年10月11日、5枚目のシングル『TAG ME』を発売。オリコンチャートでは初週売上30.6万枚で初登場1位を獲得。デビューシングルから5作連続初週売上30万枚超えを記録し、男性アーティストではなにわ男子に続き史上5組目の達成となった。10月11日、韓国の音楽番組『SBS人気歌謡』に出演し、「HANA_花」の韓国語版を披露した。韓国の地上波番組への出演はこれが初となった。
2023年11月4日、東京・有明アリーナを皮切りに、全国7都市15公演を行う2度めのアリーナツアー「2023 INI 2ND ARENA LIVE TOUR [READY TO POP!]」に乗り出した。有明アリーナ公演において、2月24日・25日に京セラドーム大阪で追加公演が行われることがメンバーにもサプライズで発表された。12月21日、大阪城ホールで「2023 INI 2ND ARENA LIVE TOUR [READY TO POP!]」の最終公演がで行われた。本ツアーは13万人を動員した。
2023年11月27日、2枚目のアルバム『MATCH UP』を2024年2月14日に発売することが発表された。同年11月28日、東京ドームで開催された「2023 MAMA AWARDS」でFavorite Asian Male Groupを受賞。受賞スピーチで木村が「CJ ENM、そして吉本興業に感謝いたします」と吉本興業の名前を出し、観客の笑いを誘った。パフォーマンスでは、5枚目のシングル『TAG ME』のリード曲「HANA_花」の他、JO1とのコラボレーションも披露した。
12月9日・15日、初のセルフプロデュースライブに挑戦する冠特番『1st LIVE INI』がテレビ朝日で放送された。当番組は、動画プラットホームTELASAと完全連動しており、放送に先駆けてライブが出来るまでの裏側に密着した映像が公開され、放送終了後から見逃し配信が開始された。TELASA撮り下ろしで「INIスペシャルトーク」も併せて配信された。

### 2024年: 2ndアルバム、初の単独ドーム公演、全国11都市でファンコン開催
2024年2月7日、2枚目のアルバムの発売に先駆けてタイトル曲「LEGIT」の音源配信が開始された。同作は西が作詞を手掛けている。2月6日、公式サイトから佐野が体調不良のためミュージック・ビデオ及びティザーなどの関連コンテンツにおいて一部シーンで不参加になったことが発表された。2月12日、「LEGIT」のミュージック・ビデオが公開された。2月14日、2枚目のアルバム『MATCH UP』が発売された。同アルバムは、オリコン、Billboard JAPANの両主要音楽チャートで初登場首位を獲得した。両チャートで前作を超える初週売上を記録し、Billboard JAPANの集計では30万枚超えとなった。
2月24日・25日に京セラドーム大阪で初の単独ドーム公演となる「INI 2ND ARENA LIVE TOUR [READY TO POP!] IN KYOCERA DOME OSAKA」を開催。1公演で3.5万人、2日間で7万人を動員。これによりツアー全体で20万人の動員を記録した。なお、24日の公演はLeminoで生配信された。
2024年3月、テレビアニメ『刀剣乱舞 廻 -虚伝 燃ゆる本能寺-』のオープニングテーマにINIが歌う書き下ろし楽曲「Whatever Happens」が起用されることが発表された。楽曲はアニメの初回放送の翌日4月3日に配信発売。
6月26日、6枚目のシングル『THE FRAME』を発売。オリコンチャートでは初週売上67.3万枚で初登場1位を獲得。デビューシングルから6作連続通算6作目、また、自身通算3作目となる50万枚超えを記録。さらに「I」での初週売上58.1万枚を上回り自己最高記録となった。また、2024年7月度のゴールドディスク認定において自身初のミリオン認定を達成。
2024年7月4日に行われた、YouTubeライブ配信「"THE FRAME"RELEASE AFTER PARTY!」にて、ファンコンサートツアー「2024 INI FAN-CON TOUR [FLIP THE CIRCLE]」の開催を発表。同年9月から11月にかけ全国11都市を巡るツアーで、メンバー藤牧京介の出身地である長野で、初の凱旋公演が実施されることになった。ファイナルとなる大阪公演は、万博記念公園もみじ川芝生広場にて初の単独野外公演として開催された。また、9月23日の神奈川公演終演後、鹿児島・沖縄にてアフターパーティー公演「2024 INI FAN-CON TOUR [FLIP THE CIRCLE:After Party]」の開催を発表した。メンバー西洸人、松田迅それぞれの出身地で初の凱旋公演となる。
幸田もも子原作の少女漫画「あたしの!」が、木村と渡邉美穂のW主演で実写映画化されることが発表された。木村にとっては映画初出演・初主演となる作品に。10月10日、同作のために書き下ろされた「Break of Dawn」のデジタル配信が開始された。
10月30日、7枚目のシングル『THE VIEW』を発売。10月30日付の「オリコンデイリーシングルランキング」にて、累積売上が52.1万枚となり、7作連続のハーフミリオンを発売開始から2日で達成。オリコン、Billboard Japanの両主要音楽チャートで初登場首位を獲得した。
11月11日、日本テレビにて地上波冠番組「INITIME MUSIC」が放送開始（全16回）。毎週月曜 24:59〜の放送・TVer・Hulu・Lemino での地上波見逃し配信に加え、本編の未公開映像や特別企画を収録したオリジナルコンテンツ「おかわり!INITIME MUSIC」もLemino で配信されることが決定した（全6回）。

### 2025年: 3度目のアリーナツアー、3rdアルバム、2度目の単独ドーム公演
1月13日、2025年1月から放送を開始したTBSアニメ『どうせ恋してしまうんだ』のオープニングテーマの「Make It Count」のデジタル配信が開始された。
1月27日〜29日の3日間、メンバーが個人プロデュースするソロステージ『LAPOSTA 2025 SHOW PRODUCED by MEMBERS』が開催された。
2月14日、ユニット曲「BREATH」「Howlin'」の2曲を同時に配信リリース。この楽曲は、2024年に開催された「2024 INI FAN-CON TOUR [FLIP THE CIRCLE]」のために制作された楽曲。
2月18日、『第20回アジア競技大会(2026／愛知・名古屋)』及び『第5回アジアパラ競技大会(2026／愛知・名古屋)』の公式アンバサダーにINIが就任することが発表された。組織委員会が実施する公式イベント等への出演や、公式SNSや広報誌等での情報発信を行う。26日に開催された、委嘱式には木村が出席した。
3月4日・5日の2日間、INIの冠番組である『INITIME MUSIC』の連動ライブイベント「INITIME MUSIC LIVE」がKアリーナ横浜で開催された。ゲストアーティストとして、4日にはヤバイTシャツ屋さん、神はサイコロを振らない、5日にはマルシィ、Tani Yuukiが参加し、コラボステージなども披露された。
4月3日、2025年4月からTBS系『王様のブランチ』のテーマソングとなる「Party Goes On」のデジタル配信が開始された。
5月2日、アルバムの発売に先駆けて「Potion」のデジタル配信が開始された。同楽曲は池﨑が作詞を担当し、アザージャケットも描き下ろした。6月2日、アルバムのリード曲「DOMINANCE」のデジタル配信が開始され、ミュージック・ビデオも公開された。6月25日、3枚目のアルバム『THE ORIGIN』を発売。同アルバムは、7月1日発表の「オリコン週間アルバムランキング」で初週40.1万枚を売り上げ1位、7月2日公開の「Billboard Japan Top Albums Sales」で初週45.5万枚を売り上げ1位を獲得した。両チャートで前作の初週売上を超え、自己最高の初週売上を記録した。また、1stアルバムから3作連続、通算3作目の1位となった。
5月6日 - 6月29日、3度目のアリーナツアー『2025 INI 3RD ARENA LIVE TOUR [XQUARE]』を福岡、愛知、神奈川、兵庫、そしてツアー初開催となる中四国最大級アリーナのあなぶきアリーナ香川で全15公演を開催。5月25日の神奈川・Kアリーナ横浜公演では、追加公演として9月13日から15日にかけて、自身初の愛知・バンテリンドーム ナゴヤで『2025 INI LIVE [XQUARE - MASTERPIECE]』を開催することがサプライズ発表された。
6月14日、グループ結成4周年を記念した生配信『INI CONTACT』を公式YouTubeチャンネルで実施し、初のドキュメンタリー映画「INI THE MOVIE『I Need I』」が10月31日に公開されることをサプライズ発表した。

## グループの特徴

### 影響と音楽スタイル
INIはヒップホップを主体に多様なサウンドを取り入れている。2枚目のシングル「I」の収録曲「AMAZE ME」ではシティ・ポップ 、1枚目のアルバム「Awakening」ではGファンク、ボサノヴァのテイストを加えたR&B、アーバン・ポップの要素を取り入れた。2022年にロックバンド・WANIMAが提供した曲「HERO」で初めてバンドサウンドに挑戦した。総合カルチャーサイト・リアルサウンドの池田夏葉は、INIはデビューシングル「A」の「Cardio」から、「BOMBARDA」（2枚目のシングル「I」収録）、「Shooting Star」（3枚目のシングル「M」収録）、「Dramatic」（1枚目のアルバム「Awakening」収録）、「DROP」（4枚目のシングル「DROP That」収録）など新しいシングルやアルバムを発売する度にカップリング曲に攻めたダンスナンバーを含む印象があると指摘。池田は特徴的で耳に残るメロディやフレーズに合わせ進化するダンススキルを見せつけるような曲は、今やINIの十八番のひとつと言えると評価し、初出演となった音楽番組「ミュージックステーション」においてデビュー曲「Rocketeer」と共に攻撃的なダンスナンバー「TAG」（5枚目のシングル「TAG ME」収録）が披露されたのは、同曲がある意味INIの履歴書のような側面を持つからかも知れないと分析している。
LAPONEエンタテインメントの社長・催信化は2022年の情報誌「日経エンタテインメント!」とのインタビューで、先輩グループ・JO1とのコンセプトの違いは明確に設定されているのかという問いに対して「いろいろ考えてはいます。」と答えている。両グループが同じような曲を出しても面白くないし、かといって両グループが全く異なるジャンルの曲をやり続けることも出来ない、メンバーの個性の違いがあるため、同じ曲をやっても表現は違ってくると述べている。催は両グループがよく「K-POPの真似をしている」と指摘されることがあるが、韓国のクリエイターが参加しているためベースにK-POPがあるのは事実であり、そもそもK-POPに学ぶことが否定的に捉えられることには違和感を示している。ジャンルに関しては、両グループが独自のスタイルを作る必要があり、様々な楽曲を経験しながら新しいジャンルを作るのが挑戦であると語ってる。催は「Quick Japan」とのインタビューで、「比較対象としてK-POPアイドルが話題に上がることも多い」と問われた際も「PRODUCE 101」という韓国発の形式から生まれたINIのベースがK-POPであるという事実は認めているが、日本を拠点にしているということから100%がK-POPかというと少々異なり、催自身が「JK-POP」（J-POP + K-POP）と呼ぶ両方の良いところを持つ新しいジャンルを作っていこうというスタンスであると強調している。メンバー自身はグループのジャンルについて「J-POPなのか、K-POPなのか」という論争が存在していることは認識しているが、どちらの良さも取り入れた「INI-POP」を作りたいと語っている。

### 制作体制
催は、INIの作品のコンセプトや創作への自身の関与について、もちろん最終確認は行うが、自身はクリエイターではないので専門家に任せるのが筋だと思うと語っている。音楽に関しては韓国のCJ ENMチームが中心に行っており、音楽性の希望など細かい要望を議論するようにしているという。また、INIのデビュー前に制作チームに衣装やミュージック・ビデオなどについて「予算のことは気にしなくていいので、いいものを作ってください」と話したことを覚えているという。
INIはデビュー以降、徐々に音楽制作に関与し始めた。まず、2021年のユニットコンテンツ「WORKSPACE」において、西・田島・池﨑が作詞した「How are you」を発表。2025年6月25日に発売された3枚目のアルバム『THE ORIGIN』までに西、田島、藤牧、池﨑、髙塚、許、松田がグループの曲の作詞に携わっている。メンバーが作詞に携わるようになった経緯について松田の説明によると、INIは日本国外の制作チームに曲の制作をしてもらう機会が多いが、INIは日本を拠点に活動しているため、歌詞はメンバーが書いた方が良いのではないかという考えが以前からあった。その中で楽曲発売の準備を進めていた段階で日本の制作チームから「メンバーの中で作詞に挑戦してみたい人がいたら、ぜひ挑戦してみてください」という提案があり、それに対してメンバーが応えていく形で実現した。西は作詞だけでなく作曲への関心も示しており「11人で曲をプロデュースしたら面白そうだ」と語っている。ボーカルやラップの毛色が異なる11人だからこそ、自分たちで曲を作ってみたら楽しそうだし、全員が満足できるような一番気持ち良い曲が作れるのではないかと述べ、それがいつか叶えたい目標であると語っている。
ライターの高橋梓はリアルサウンドの記事の中で、2000年以降アーティスト本人が活動に関わる様々な部分を手掛けることが顕著になり、純粋なダンス力、ボーカル力、タレント的なバラエティ力に加えてクリエイティブ力が求められることが増えたボーイズグループシーンにおいて、クリエイティブ力に強みを持つグループの例としてJO1、BE:FIRSTらと並んでINIの名前を挙げている。

### その他
挨拶
定番の挨拶は「Login to us」。この際、胸の前で右手の親指を立て、左手で矢印を作り、それを組み合わせたポーズを取る。これは自分たちのライブ公演の他、記者会見、テレビ番組出演時などあらゆる場面で行われる。この挨拶は、INIのグループ名の由来「私（I）があなた（I）と繋がり合う（Network）」を踏まえた上で、「INIというグループにファンがログインする」という意図で決定した。
ファンダム
公式ファン名は、「MINI（ミニ）」。2021年6月29日、INIの公式サイトでファンネームを募集することが発表された。ファンクラブにおいて同年7月1日から4日まで募集が行われた。同年9月8日、公式YouTubeチャンネルを更新。ファンクラブ会員から募集したファン名の候補の中から「Wings」「WINI」「INY」「Aile」「HONEY」「I2」「UNI」「1vy」「LINIK」「ICE」「MINI」の11個に絞り、検討。多数決の結果、尾崎、佐野、髙塚、西の最多4人が投票した「MINI」に決定した。「Me + INI」さらに「私たちファンはINIを“見に”行きたい」、「M（メモリー）、I（私）、NETWORK（ネットワーク）、I（あなた）」で「INIのメンバーとファン、一緒に思い出を作っていく」という思いが込められている。

## 広告塔
2021年、コーセー「米肌　肌潤モイスチャーインWクレンズ」でCM初出演。商品キャッチコピーの「ダブルでオトします」にかけて、2人1組・全30パターンのCMが公開された。これ以降、エスビー食品、花王、クーリア、青山商事（洋服の青山）、Paidy、Schickなどの広告に起用されている。
2021年、adidasの「2021秋冬コレクション」のイメージキャラクターに起用された。2022年には、「2022年Tシャツコレクション」のキービジュアル、アルペンとadidasのコラボ「スリーストライプスでいこう!」キャンペーン、ウィンターコレクション「adidas Originals Winter Campaign」のイメージキャラクターに起用された。2024年にはadidas SportswearのアンバサダーにJO1と共に就任。
2023年、ヘアメイクアップアーティスト・河北裕介がプロデュースするコスメブランド「&be」のアンバサダーに起用された。2024年には、初のコラボレーションアイテムとなる「&be シアーリップ」の限定カラー3色が数量限定で発売された。
2023年、エンポリオ・アルマーニのシーズンスペシャル動画「NO BORDER」に出演。
2025年、Doleが推進する「プル活」（パイナップル由来グルコシルセラミドを摂るために1日80gのDoleスウィーティオパイナップルを食べる活動）をプロモーションする「Doleプル活サポーター」に就任した。
INIは2021年にファッション雑誌「ViVi」特別版の表紙に初登場した以降、「an・an」、「CanCam」、「NYLON JAPAN」、「ELLE japon」、「Numéro TOKYO」など多数の雑誌の表紙に登場している。

## ディスコグラフィ

### シングル

#### CDシングル
|          | 発売日         | タイトル  | 最高順位        | 最高順位 | RIAJ認定(CD) | 収録アルバム |
| オリコン | 発売日         | タイトル  | Billboard JAPAN |          | RIAJ認定(CD) | 収録アルバム |
| -------- | -------------- | --------- | --------------- | -------- | ------------ | ------------ |
| 1st      | 2021年11月03日 | A         | 1               | 1        | 2×プラチナ   | Awakening    |
| 2nd      | 2022年4月20日  | I         | 1               | 1        | 3×プラチナ   | Awakening    |
| 3rd      | 2022年8月24日  | M         | 1               | 1        | 3×プラチナ   | Awakening    |
| 4th      | 2023年5月24日  | DROP That | 1               | 1        | 2×プラチナ   | MATCH UP     |
| 5th      | 2023年10月11日 | TAG ME    | 1               | 1        | 2×プラチナ   | MATCH UP     |
| 6th      | 2024年6月26日  | THE FRAME | 1               | 1        | ミリオン     | THE ORGIN    |
| 7th      | 2024年10月30日 | THE VIEW  | 1               | 1        | 3×プラチナ   | THE ORGIN    |

#### プロモーションシングル
| 発売年 | タイトル                 | 最高順位(JPN Hot100) | RIAJ認定(ストリーミング) | 収録アルバム |
| ------ | ------------------------ | -------------------- | ------------------------ | ------------ |
| 2021年 | Rocketeer                | 2                    | ゴールド                 | Awakening    |
| 2021年 | Brighter                 | -                    |                          | Awakening    |
| 2022年 | CALL 119                 | 1                    | プラチナ                 | Awakening    |
| 2022年 | We Are                   | 86                   |                          | Awakening    |
| 2022年 | Password                 | 1                    | ゴールド                 | Awakening    |
| 2022年 | SPECTRA                  | 16                   |                          | Awakening    |
| 2023年 | FANFARE                  | 2                    |                          | MATCH UP     |
| 2023年 | HANA_花                  | 2                    |                          | MATCH UP     |
| 2024年 | LEGIT                    | 27                   |                          | MATCH UP     |
| 2024年 | LOUD                     | 1                    |                          | THE ORIGIN   |
| 2024年 | WMDA (Where My Drums At) | 1                    |                          | THE ORIGIN   |
| 2025年 | Potion                   | -                    |                          | THE ORIGIN   |
| 2025年 | DOMINANCE                | 21                   |                          | THE ORIGIN   |

#### 配信限定シングル
| 配信日         | タイトル                 | 形態                   | 備考                                             |
| -------------- | ------------------------ | ---------------------- | ------------------------------------------------ |
| 2021年12月22日 | Brighter (Acoustic Ver.) | デジタル・ダウンロード | INI WORKSPACE VOCAL#1                            |
| 2021年12月24日 | INI WORKSPACE DANCE#1    | デジタル・ダウンロード | INI WORKSPACE DANCE#1                            |
| 2021年12月26日 | How are you              | デジタル・ダウンロード | INI WORKSPACE RAP#1                              |
| 2022年5月18日  | Yummy!!                  | デジタル・ダウンロード |                                                  |
| 2022年10月17日 | HERO                     | デジタル・ダウンロード | WANIMA提供楽曲                                   |
| 2023年1月30日  | New Day                  | デジタル・ダウンロード |                                                  |
| 2023年7月17日  | My Story                 | デジタル・ダウンロード |                                                  |
| 2023年8月14日  | Moment                   | デジタル・ダウンロード |                                                  |
| 2024年4月3日   | Whatever Happens         | デジタル・ダウンロード |                                                  |
| 2024年9月2日   | FIRST                    | デジタル・ダウンロード |                                                  |
| 2024年10月10日 | Break of Dawn            | デジタル・ダウンロード |                                                  |
| 2025年1月13日  | Make It Count            | デジタル・ダウンロード |                                                  |
| 2025年2月14日  | BREATH                   | デジタル・ダウンロード | 2024 INI FAN-CON TOUR [FLIP THE CIRCLE] 制作楽曲 |
| 2025年2月14日  | Howlin'                  | デジタル・ダウンロード | 2024 INI FAN-CON TOUR [FLIP THE CIRCLE] 制作楽曲 |
| 2025年4月3日   | Party Goes On            | デジタル・ダウンロード |                                                  |

### アルバム

#### オリジナルアルバム
|          | 発売日         | タイトル   | 最高順位        | 最高順位 | RIAJ認定(CD) |
| オリコン | 発売日         | タイトル   | Billboard JAPAN |          | RIAJ認定(CD) |
| -------- | -------------- | ---------- | --------------- | -------- | ------------ |
| 1st      | 2022年12月14日 | Awakening  | 1               | 1        | プラチナ     |
| 2nd      | 2024年2月14日  | MATCH UP   | 1               | 1        | プラチナ     |
| 3rd      | 2025年6月25日  | THE ORIGIN | 1               | 1        | 2×プラチナ   |

### 映像作品
| 発売日         | タイトル                                                     | 規格         | オリコン 最高順位 | 備考       |
| -------------- | ------------------------------------------------------------ | ------------ | ----------------- | ---------- |
| 2022年3月16日  | INI 1ST FAN MEETING                                          | Blu-ray、DVD | -                 | FC限定販売 |
| 2022年6月13日  | PRODUCE 101 JAPAN SEASON2 番外編 〜11 人の軌跡、INI の奇跡〜 | Blu-ray、DVD | -                 | FC限定販売 |
| 2023年4月19日  | 2022 INI 1ST ARENA LIVE TOUR [BREAK THE CODE]                | Blu-ray、DVD | 1                 |            |
| 2023年11月15日 | LAPOSTA 2023                                                 | Blu-ray、DVD | -                 | FC限定販売 |
| 2024年8月21日  | LAPOSTA 2024                                                 | Blu-ray、DVD | -                 | FC限定販売 |
| 2024年11月27日 | INI 2ND ARENA TOUR [READY TO POP!] IN KYOCERA DOME OSAKA     | Blu-ray、DVD | 1                 |            |
| 2025年3月5日   | 2024 INI FAN-CON TOUR [FLIP THE CIRCLE]                      | Blu-ray、DVD | -                 | FC限定販売 |
| 2025年8月13日  | LAPOSTA 2025                                                 | Blu-ray、DVD | -                 | FC限定販売 |

### ミュージックビデオ
| 公開日         | タイトル                | リンク      |
| -------------- | ----------------------- | ----------- |
| 2021年9月26日  | Rocketeer               | [ 動画 1 ]  |
| 2021年10月20日 | Brighter                | [ 動画 2 ]  |
| 2022年3月20日  | CALL 119                | [ 動画 3 ]  |
| 2022年3月27日  | We Are                  | [ 動画 4 ]  |
| 2022年8月8日   | Password                | [ 動画 5 ]  |
| 2022年12月1日  | SPECTRA                 | [ 動画 6 ]  |
| 2023年5月15日  | FANFARE                 | [ 動画 7 ]  |
| 2023年10月9日  | HANA_花                 | [ 動画 8 ]  |
| 2024年2月12日  | LEGIT                   | [ 動画 9 ]  |
| 2024年6月17日  | LOUD                    | [ 動画 10 ] |
| 2024年10月14日 | WMDA(Where My Drums At) | [ 動画 11 ] |
| 2025年1月13日  | Make It Count           | [ 動画 12 ] |
| 2025年6月2日   | DOMINANCE               | [ 動画 13 ] |

### 参加楽曲
| タイトル            | 発売日         | 備考                                                                           |
| ------------------- | -------------- | ------------------------------------------------------------------------------ |
| POPPIA (JAPAN Ver.) | 2022年10月14日 | KCON 2022のシグネチャーソング。TO1と共に歌唱。KCON 2022 JAPANで初披露された。  |
| LOVE ALL STAR       | 2024年1月17日  | JO1、INI、DXTEENの3組による初の合同楽曲で、イベント『LAPOSTA』のテーマソング。 |

### 未CD化曲
| タイトル                | 備考 |
| ----------------------- | --- |
| Password (Korean Ver.)  | 「Password」の韓国語バージョン。KCON 2022 LAにて初披露された。                                                      |
| Dramatic (Korean Ver.)  | 「Dramatic」の韓国語バージョン。KCON 2023 THAILANDにて初披露された。                                                |
| SPECTRA (Korean Ver.)   | 「SPECTRA」の韓国語バージョン。KCON 2023 JAPANにて初披露された。                                                    |
| FANFARE (Korean Ver.)   | 「FANFARE」の韓国語バージョン。韓国の音楽番組「M COUNTDOWN」にて初披露された。                                      |
| HANA_花 (Korean Ver.)   | 「HANA_花」の韓国語バージョン。韓国の音楽番組「M COUNTDOWN」にて初披露された。                                      |
| LEGIT (Korean Ver.)     | 「LEGIT」の韓国語バージョン。韓国の音楽番組「M COUNTDOWN」にて初披露された。                                        |
| LOUD (Korean Ver.)      | 「LOUD」の韓国語バージョン。2024 Show! Music Core in JAPANにて初披露された。                                        |
| WMDA (Korean Ver.)      | 「WMDA (Where My Drums At)」の韓国語バージョン。2024 MUSIC BANK GLOBAL FESTIVALにて初披露された。                   |
| DOMINANCE (Korean Ver.) | 「DOMINANCE」の韓国語バージョン。埼玉・ベルーナドームで開催された『2025 Show! 音楽中心 in JAPAN』にて初披露された。 |

### 書籍
| 発売日        | タイトル | ISBNコード        | オリコン | 備考                     |
| ------------- | -------- | ----------------- | -------- | ------------------------ |
| 2023年8月30日 | Chrono   | 978-4-8470-8500-0 | 1        | 写真集。撮影は桑島智輝。 |

## タイアップ
| 起用年 | 楽曲             | タイアップ |
| ------ | ---------------- | --- |
| 2021年 | Brighter         | KOSÉ 米肌 肌潤モイスチャーインWクレンズ「米肌Wクレンズ」編 CMソング                                                                 |
| 2021年 | Rocketeer        | 読売テレビ・日本テレビ系列『浜ちゃんが!』エンディングテーマ                                                                         |
| 2022年 | Yummy!!          | 『S&Bまぜるだけのスパゲッティソース×INI』CMソング                                                                                   |
| 2022年 | HERO             | KTVドラマ『コンビニ★ヒーローズ〜あなたのSOSいただきました!!〜』主題歌                                                               |
| 2023年 | New Day          | 洋服の青山「メンズフレッシャーズ」CMタイアップ曲                                                                                    |
| 2023年 | My Story         | ウクライナアニメーション映画『ストールンプリンセス:キーウの王女とルスラン』日本語吹替版主題歌                                       |
| 2023年 | Moment           | バーチャルイベント「バーチャル冒険王2023」テーマソング 洋服の青山×INIパーティーフォーマルプロジェクト「ガーデン篇」タイアップソング |
| 2024年 | Whatever Happens | TVアニメ『刀剣乱舞 廻 -虚伝 燃ゆる本能寺-』オープニングテーマ                                                                       |
| 2024年 | FIRST            | Schick Japan「Schick FIRST TOKYO」CMソング                                                                                          |
| 2024年 | Break of Dawn    | 映画『あたしの!』主題歌 |
| 2025年 | Make It Count    | TVアニメ『どうせ、恋してしまうんだ。』オープニングテーマ                                                                            |
| 2025年 | Party Goes On    | TBS系『王様のブランチ』テーマソング                                                                                                 |
| 2025年 | Pineapple Juice  | Dole「プル活」タイアップ楽曲 |

## 出演

### テレビ番組
- よるのブランチ（2021年11月3日 - 、TBS） - 冠コーナー「体当たり調査！INIのチャレンジグルメ」ほか不定期出演[228][229][230][231]
- INI Road ～世界進出への道～（2022年1月15日 - 4月30日、MUSIC ON! TV）[48]
- INIの推しごとです！（2022年10月23日 - 12月18日、日本テレビ）[232]
- INITIME MUSIC（2024年11月12日 - 2025年3月10日、日本テレビ）[233]

#### 特別番組
- INIデビュー記念!期待のグローバルボーイズグループまるわかりSP（2021年10月30日・11月28日、TBSチャンネル1）[234]
- M-ON! SPECIAL「INI」（2021年10月31日・11月3日、MUSIC ON! TV）[235][236]
- INIミッドナイト（2022年4月18日、フジテレビ）[237]
- 1st LIVE INI（2023年12月10日・16日、テレビ朝日）[238][239]

### ラジオ番組
- From INI（2022年1月7日 - 、JFN系全国37局・AuDee）[47]

#### 特別番組
- INI -11Days Voice-（2021年11月3日 - 11月13日、AuDee）[240]
- 802 BINTANG GARDEN 『【A】- Z of  INI』（2021年11月12日、FM802）[241]
- FM OSAKA SUNDAY SPECIAL〜 INIのJACK RADIO（2021年12月19日、FM大阪）[242]
- JFN EARTHDAY SPECIAL TO THE FUTURE From INI（2022年4月22日、JFN系全国38局）[243]
- JFN EARTHDAY SPECIAL TO THE FUTURE From INI ～アナタと学ぶ 未来のカタチ～（2023年4月22日、JFN系全国38局）[244]
- JFN EARTHDAY SPECIAL TO THE FUTURE From INI 〜アナタと叶える やさしい暮らし〜（2024年4月22日、JFN系全国38局）[245]

### 配信番組
- INI STATION（2021年10月15日 - 11月12日、GYAO!）[246][247][30]
  - INI STATION 2（2022年4月1日 - 4月29日、GYAO!）
- おかわり!INITIME MUSIC（2024年11月28日 - 2025年5月15日、Lemino）[233]

#### 特別番組
- はじめまして!僕たちINIです!（2021年7月30日、GYAO!）[23]
- CDTVライブ!ライブ!年越しスペシャル2022→2023 バックステージ生配信（2022年12月31日、Paravi） - MC[248]

### 映画
- INI THE MOVIE『I Need I』（2025年10月31日公開予定）[143]

### 広告・CM
- adidas
  - 2021秋冬コレクション「着やすいを、着こなそう」（2021年） - イメージキャラクター[173]
  - 2022Tシャツコレクション「夏をはじめる、一枚を。」（2022年） - キャンペーンビジュアル[174]
  - アルペン× adidas「スリーストライプスでいこう！」キャンペーン（2022年）[175]
  - 2022ウィンターコレクション「adidas Originals Winter Campaign」（2022年） - イメージキャラクター[176]
  - アディダススポーツウェア（2024年） - アンバサダー[249]
- コーセー 米肌 肌潤モイスチャーインWクレンズ（2021年） - 米肌イメージキャラクター[250]
  - 「米肌 Wクレンズ」篇（2021年11月15日 - ）[251]
- フリュー[252] 猫と彼女。（2021年12月1日 - 2022年1月31日）[253]
- SHIBUYA 109  × INI WINTER SALEコラボレーション（2022年1月2日 - 1月16日）[254]
- エスビー食品 まぜるだけのスパゲッティソース「INIキミの推しスパは!?」（2022年5月17日 - ）[255]
- #TikTok動画コンテスト（2022年6月7日） - アンバサダー[256]
- 花王 ビオレ「まさつレスな泡で洗おう」キャンペーン（2022年） - アンバサダー[257]
- クーリア ほっこりモコモカ 〜INIの楽屋編〜（2022年12月1日 - ）
- 青山商事 洋服の青山（2023年1月19日 - ）
- Paidy ペイディ（2023年3月16日 - ）[258]
- &be - ブランドアンバサダー
  - CM「be positive, be free, be you」（2023年4月19日 - ）[259]
  - CM「be simple, be happy, shine and you」（2024年2月19日 - ）[260]
  - CM「be off. . . . . . . . . . .be on.」（2025年8月20日 - ）[261]
- Schick Japan「Schick FIRST TOKYO」（2024年8月19日 - ） -  ビューティーアンバサダー[262]
- Dole「プル活」（2025年7月31日 - ） - Doleプル活サポーター[182]

## イベント

### コンサート
| 年     | 公演名                                                        | 日程                                   | 会場                                           |
| ------ | ------------------------------------------------------------- | -------------------------------------- | ---------------------------------------------- |
| 2022年 | 2022 INI 1ST ARENA LIVE TOUR [BREAK THE CODE]                 | 12月17日・18日（17日2公演・18日1公演） | 愛知県 愛知県国際展示場 Aichi Sky Expo ホールA |
| 2022年 | 2022 INI 1ST ARENA LIVE TOUR [BREAK THE CODE]                 | 12月20日・21日                         | 大阪府 大阪城ホール                            |
| 2022年 | 2022 INI 1ST ARENA LIVE TOUR [BREAK THE CODE]                 | 12月24日・25日（24日2公演・25日1公演） | 東京都 有明アリーナ                            |
| 2022年 | 2022 INI 1ST ARENA LIVE TOUR [BREAK THE CODE]                 | 12月27日・28日                         | 福岡県 マリンメッセ福岡A館                     |
| 2023年 | 2022 INI 1ST ARENA LIVE TOUR [BREAK THE CODE]                 | 1月7日・8日（7日1公演・8日2公演）      | 東京都 日本武道館                              |
| 2023年 | 2023 INI 2ND ARENA LIVE TOUR [READY TO POP!]                  | 11月4日・5日（4日1公演・5日2公演）     | 東京都 有明アリーナ                            |
| 2023年 | 2023 INI 2ND ARENA LIVE TOUR [READY TO POP!]                  | 11月11日・12日                         | 宮城県 セキスイハイムスーパーアリーナ          |
| 2023年 | 2023 INI 2ND ARENA LIVE TOUR [READY TO POP!]                  | 11月14日・15日                         | 愛知県 日本ガイシホール                        |
| 2023年 | 2023 INI 2ND ARENA LIVE TOUR [READY TO POP!]                  | 11月22日・23日                         | 福岡県 マリンメッセ福岡A館                     |
| 2023年 | 2023 INI 2ND ARENA LIVE TOUR [READY TO POP!]                  | 11月29日・30日                         | 神奈川県 Kアリーナ横浜                         |
| 2023年 | 2023 INI 2ND ARENA LIVE TOUR [READY TO POP!]                  | 12月2日・3日                           | 広島県 広島グリーンアリーナ                    |
| 2023年 | 2023 INI 2ND ARENA LIVE TOUR [READY TO POP!]                  | 12月20日・21日                         | 大阪府 大阪城ホール                            |
| 2024年 | INI 2ND ARENA LIVE TOUR [READY TO POP!] IN KYOCERA DOME OSAKA | 2月24日・25日                          | 大阪府 京セラドーム大阪                        |
| 2024年 | 2024 INI FAN-CON TOUR [FLIP THE CIRCLE]                       | 9月21日・22日・23日                    | 神奈川県 ぴあアリーナMM                        |
| 2024年 | 2024 INI FAN-CON TOUR [FLIP THE CIRCLE]                       | 9月30日・10月1日                       | 愛知県 名古屋国際会議場センチュリーホール      |
| 2024年 | 2024 INI FAN-CON TOUR [FLIP THE CIRCLE]                       | 10月4日・5日                           | 岡山県 岡山芸術創造劇場ハレノワ 大劇場         |
| 2024年 | 2024 INI FAN-CON TOUR [FLIP THE CIRCLE]                       | 10月7日・8日                           | 愛媛県 松山市民会館 大ホール                   |
| 2024年 | 2024 INI FAN-CON TOUR [FLIP THE CIRCLE]                       | 10月9日                                | 高知県 高知県立県民文化ホール オレンジホール   |
| 2024年 | 2024 INI FAN-CON TOUR [FLIP THE CIRCLE]                       | 10月11日・12日                         | 長野県 ホクト文化ホール                        |
| 2024年 | 2024 INI FAN-CON TOUR [FLIP THE CIRCLE]                       | 10月15日・16日                         | 福岡県 北九州ソレイユホール                    |
| 2024年 | 2024 INI FAN-CON TOUR [FLIP THE CIRCLE]                       | 10月17日                               | 熊本県 熊本城ホール メインホール               |
| 2024年 | 2024 INI FAN-CON TOUR [FLIP THE CIRCLE]                       | 10月21日・22日                         | 宮城県 仙台サンプラザホール                    |
| 2024年 | 2024 INI FAN-CON TOUR [FLIP THE CIRCLE]                       | 10月23日                               | 埼玉県 大宮ソニックシティ 大ホール             |
| 2024年 | 2024 INI FAN-CON TOUR [FLIP THE CIRCLE]                       | 11月3日・4日                           | 大阪府 万博記念公園もみじ川芝生広場            |
| 2024年 | 2024 INI FAN-CON TOUR [FLIP THE CIRCLE：After Party]          | 11月18日                               | 鹿児島県 川商ホール 第一                       |
| 2024年 | 2024 INI FAN-CON TOUR [FLIP THE CIRCLE：After Party]          | 11月21日・22日                         | 沖縄県 ミュージックタウン音市場                |
| 2025年 | 2025 INI 3RD ARENA LIVE TOUR [XQUARE]                         | 5月6日・7日                            | 福岡県 マリンメッセ福岡 A館                    |
| 2025年 | 2025 INI 3RD ARENA LIVE TOUR [XQUARE]                         | 5月10日・11日                          | 愛知県 AICHI SKY EXPO Hall A                   |
| 2025年 | 2025 INI 3RD ARENA LIVE TOUR [XQUARE]                         | 5月24日・25日                          | 神奈川県 Kアリーナ横浜                         |
| 2025年 | 2025 INI 3RD ARENA LIVE TOUR [XQUARE]                         | 6月6日・7日・8日                       | 兵庫県 神戸ワールド記念ホール                  |
| 2025年 | 2025 INI 3RD ARENA LIVE TOUR [XQUARE]                         | 6月28日・29日                          | 香川県 あなぶきアリーナ香川                    |
| 2025年 | 2025 INI LIVE [XQUARE - MASTERPIECE]                          | 9月13日・14日・15日                    | 愛知県 バンテリンドーム ナゴヤ                 |

### ファンミーティング
| 年     | 公演名             | 日程                      | 会場                    |
| ------ | ------------------ | ------------------------- | ----------------------- |
| 2021年 | INI 1ST FANMEETING | 11月13日・14日（全4公演） | 神奈川県 ぴあアリーナMM |

### ショーケース・リリースイベント
| 年     | 公演名                                                 | 日程     | 会場                              | 備考                                                          |
| ------ | ------------------------------------------------------ | -------- | --------------------------------- | ------------------------------------------------------------- |
| 2021年 | INI DEBUT SHOW                                         | 12月6日  | 東京都 恵比寿ガーデンホール       | オンライン生配信あり                                          |
| 2022年 | INI 2ND SINGLE 「I」 リリースイベント                  | 4月20日  | 神奈川県 KT Zepp Yokohama         | Youtubeライブ配信あり                                         |
| 2022年 | INI COMEBACK SHOW                                      | 5月27日  | 東京都 豊洲PIT                    | オンライン生配信あり                                          |
| 2022年 | INI 3RD SINGLE「M」PREMIUM SHOWCASE                    | 8月13日  | 東京都内近郊                      | Youtubeライブ配信あり                                         |
| 2022年 | INI 3RD SINGLE「M」COMEBACK SHOW                       | 9月28日  | 東京都 昭和女子大学人見記念講堂   | オンライン生配信あり                                          |
| 2023年 | 1ST ALBUM『Awakening』COMEBACKTALK SHOW                | 1月29日  | 東京都内近郊                      | オンライン生配信あり                                          |
| 2023年 | INI 4TH SINGLE『DROP That』PREMIUM EVENT               | 5月23日  | 東京都 ラフォーレミュージアム原宿 | オンライン生配信あり                                          |
| 2023年 | INI 5TH SINGLE『TAG ME』PREMIUM EVENT                  | 10月10日 | 東京都内近郊                      | オンライン生配信あり                                          |
| 2024年 | INI 2ND ALBUM "MATCH UP" PREMIUM EVENT                 | 2月14日  | 東京都 日本橋三井ホール           | オンライン生配信あり                                          |
| 2024年 | INI 2ND ALBUM "MATCH UP" AFTER EVENT                   | 2月14日  | 東京都内近郊                      | オンライン生配信あり                                          |
| 2024年 | INI 6TH SINGLE "THE FRAME" PREMIUM COME BACK EVENT     | 6月13日  | 東京都 豊洲PIT                    | Youtubeライブ配信あり                                         |
| 2024年 | INI 6TH SINGLE "THE FRAME" PREMIUM SHOW CASE           | 6月26日  | 東京都 Zepp DiverCity (TOKYO)     | オンライン生配信あり                                          |
| 2024年 | INI 7TH SINGLE "THE VIEW" PREMIUM EVENT                | 10月13日 | 東京都内映画館・大阪市内映画館    | 大阪会場は東京会場のライブビューイング、Youtubeライブ配信あり |
| 2024年 | INI 7TH SINGLE "THE VIEW" PREMIUM SHOW CASE            | 10月30日 | 東京都 東京国際フォーラムホールC  | オンライン生配信あり                                          |
| 2025年 | INI 3RD ALBUM "THE ORIGIN" 発売記念 シークレットライブ | 6月24日  | 東京都 歌舞伎町シネシティ広場     | YouTubeライブ配信あり                                         |

### 展覧会
| 年     | 公演名         | 日程              | 会場                |
| ------ | -------------- | ----------------- | ------------------- |
| 2024年 | INI EXHIBITION | 5月24日 - 6月30日 | 東京都 Gallery AaMo |

### イベント・フェス
海外での公演は、現地時間を記載。
| 年     | 公演名 | 日程             | 会場                                                                    |
| ------ | --- | ---------------- | ----------------------------------------------------------------------- |
| 2021年 | KCON:TACT HI 5 | 9月26日          | オンライン配信、韓国から出演                                            |
| 2021年 | 2021 Mnet Asian Music Awards | 12月11日         | 韓国開催、日本からオンライン出演                                        |
| 2022年 | プロ野球 北海道日本ハムファイターズ対オリックス・バファローズ戦（北海道日本ハムファイターズ2022東京ドーム開催supported by JACCS） | 4月26日          | 東京都 東京ドーム                                                       |
| 2022年 | KCON 2022 Premiere in Tokyo | 5月14日・15日    | 千葉県 幕張メッセ                                                       |
| 2022年 | KCON 2022 LA | 8月20日          | アメリカ ロサンゼルス Crypto.com Arena                                  |
| 2022年 | WANIMA presents 1CHANCE FESTIVAL 2022                                                                                             | 9月3日           | 熊本県 熊本県農業公園カントリーパーク                                   |
| 2022年 | マイナビ 東京ガールズコレクション 2022 AUTUMN/WINTER                                                                              | 9月3日           | 埼玉県 さいたまスーパーアリーナ                                         |
| 2022年 | KCON 2022 JAPAN | 10月14日         | 東京都 有明アリーナ                                                     |
| 2022年 | MBC IDOL RADIO LIVE in TOKYO | 10月20日         | 東京都 東京ガーデンシアター                                             |
| 2022年 | MTV VMAJ 2022 | 11月2日          | 東京都 武蔵野の森総合スポーツプラザ・メインアリーナ                     |
| 2022年 | バズリズム LIVE 2022 | 11月5日          | 神奈川県 横浜アリーナ                                                   |
| 2022年 | With INI～フロイニSPECIAL～ | 11月12日         | オンライン配信 スカパー!番組配信                                        |
| 2022年 | ミュージック・カマー | 11月13日         | オンライン配信 FANY Online Ticket                                       |
| 2022年 | 2022 MAMA AWARDS | 11月30日         | 大阪府 京セラドーム大阪                                                 |
| 2023年 | FUKUOKA MUSIC FES. 2023 | 1月28日          | 福岡県 福岡PayPayドーム                                                 |
| 2023年 | JO1 x INI SPECIAL EVENT IN THAILAND                                                                                               | 3月16日          | タイ バンコク ザ・マーケット・バンコク                                  |
| 2023年 | KCON 2023 THAILAND | 3月19日          | タイ バンコク インパクトアリーナ、インパクト・エキシビション・センター  |
| 2023年 | With INI vol.2～フロイニの裏側を覗いちゃおうSPECIAL～                                                                             | 3月26日          | オンライン配信 スカパー!番組配信                                        |
| 2023年 | F VILLAGE STARTING LIVE! | 3月28日          | 北海道 エスコンフィールドHOKKAIDO                                       |
| 2023年 | TOKYO FM LIVE INCLUSION 2023 | 5月1日           | 東京都 日本武道館                                                       |
| 2023年 | Rakuten GirlsAward 2023 SPRING/SUMMER                                                                                             | 5月4日           | 東京都 国立代々木競技場第一体育館                                       |
| 2023年 | KCON JAPAN 2023 | 5月12日          | 千葉県 幕張メッセ                                                       |
| 2023年 | ピンクフルデー2023 プロ野球 福岡ソフトバンクホークス 対 埼玉西武ライオンズ戦                                                      | 5月21日          | 福岡県 福岡PayPayドーム                                                 |
| 2023年 | LAPOSTA 2023 | 5月30日・31日    | 東京都 有明アリーナ                                                     |
| 2023年 | めざましテレビ30周年フェス | 6月3日           | 大阪府 大阪城ホール                                                     |
| 2023年 | 2023 DREAM CONCERT in JAPAN : Hello, My Friends!                                                                                  | 6月18日          | 埼玉県 さいたまスーパーアリーナ、夜公演に出演                           |
| 2023年 | お台場冒険王2023 SUMMER SPLASH! めざましライブ                                                                                    | 8月7日           | 東京都 お台場 冒険ランド                                                |
| 2023年 | KCON 2023 LA | 8月19日          | アメリカ ロサンゼルス Crypto.com Arena、LA Convention Center            |
| 2023年 | WANIMA presents 1CHANCE FESTIVAL 2023                                                                                             | 9月2日           | 熊本県 熊本県農業公園カントリーパーク                                   |
| 2023年 | SAMRISE Festival | 9月9日           | 埼玉県 さいたまスーパーアリーナ、尾崎・髙塚・藤牧出演                   |
| 2023年 | CDTVライブ!ライブ!フェスティバル2023                                                                                              | 9月17日          | 東京都 東京ガーデンシアター                                             |
| 2023年 | SBS INKIGAYO LIVE in TOKYO | 10月4日          | 東京都 有明アリーナ                                                     |
| 2023年 | 2023 MAMA AWARDS | 11月28日         | 東京都 東京ドーム                                                       |
| 2024年 | LAPOSTA 2024 | 1月20日・21日    | 神奈川県 Kアリーナ横浜                                                  |
| 2024年 | STARLIGHT+ 2024 | 3月15日          | 千葉県 幕張メッセイベントホール                                         |
| 2024年 | IDOL RADIO LIVE IN YOKOHAMA | 3月26日          | 神奈川県 Kアリーナ横浜、尾崎・髙塚・藤牧出演                            |
| 2024年 | ASIA STAR ENTERTAINER AWARDS 2024                                                                                                 | 4月10日          | 神奈川県 Kアリーナ横浜                                                  |
| 2024年 | JAPAN JAM 2024 | 4月29日          | 千葉県 千葉市蘇我スポーツ公園                                           |
| 2024年 | KCON JAPAN 2024 | 5月10日・11日    | 千葉県 幕張メッセ、ZOZOマリンスタジアム                                 |
| 2024年 | TOKYO METROPOLITAN ROCK FESTIVAL 2024                                                                                             | 5月19日          | 東京都 新木場・若洲公園                                                 |
| 2024年 | 2024 Show! Music Core in JAPAN | 6月29日          | 埼玉県 ベルーナドーム                                                   |
| 2024年 | バズリズムライブ LIVE -10th Anniversary-                                                                                          | 7月21日          | 東京都 国立代々木競技場第一体育館                                       |
| 2024年 | KCON LA 2024 | 7月26日・28日    | アメリカ ロサンゼルス Crypto.com Arena、LA Convention Center South Hall |
| 2024年 | ROCK IN JAPAN FESTIVAL 2024 | 8月3日           | 千葉県 千葉市蘇我スポーツ公園                                           |
| 2024年 | SUMMER SONIC 2024 | 8月17日          | 大阪府 万博記念公園                                                     |
| 2024年 | SUMMER SONIC 2024 | 8月18日          | 千葉県 幕張メッセ                                                       |
| 2024年 | 2024 MAMA AWARDS | 11月23日         | 大阪府 京セラドーム大阪                                                 |
| 2024年 | 2024 MUSIC BANK GLOBAL FESTIVAL in JAPAN                                                                                          | 12月14日         | 福岡県 みずほPayPayドーム福岡                                           |
| 2025年 | LAPOSTA 2025 Supported by docomo                                                                                                  | 1月31日 - 2月2日 | 東京都 東京ドーム                                                       |
| 2025年 | INITIME MUSIC LIVE | 3月4日・5日      | 神奈川県 Kアリーナ横浜                                                  |
| 2025年 | MTV VMAJ 2025 | 3月19日          | 神奈川県 Kアリーナ横浜                                                  |
| 2025年 | 2025 Show! 音楽中心 in JAPAN | 7月6日           | 埼玉県 ベルーナドーム                                                   |
| 2025年 | 大阪・関西万博開催記念 Survive FES                                                                                                | 7月26日          | 大阪府 万博記念公園もみじ川芝生広場                                     |
| 2025年 | SUMMER SONIC 2025 | 8月16日          | 大阪府 万博記念公園                                                     |
| 2025年 | SUMMER SONIC 2025 | 8月17日          | 千葉県 ZOZOマリンスタジアム＆幕張メッセ                                 |
| 2025年 | ROCK IN JAPAN FESTIVAL 2025 | 9月21日          | 千葉県 千葉市蘇我スポーツ公園                                           |
| 2025年 | Song for Children!24時間テレビチャリティーライブ                                                                                  | 8月30日          | 東京都 有明アリーナ                                                     |
| 2025年 | LIVE AZUMA 2025 | 10月18日         | 福島県 福島あづま球場、あづま総合運動公園                               |
| 2025年 | Lemino MUSIC FES「LAPONE DAY in EXPO」                                                                                            | 10月5日          | 大阪府 大阪・関西万博EXPOアリーナ「Matsuri」                            |

## 受賞・候補歴
| 年     | 賞                                | 部門                                | 対象                         | 結果       |
| ------ | --------------------------------- | ----------------------------------- | ---------------------------- | ---------- |
| 2021年 | 第63回日本レコード大賞            | 新人賞                              | INI                          | 受賞       |
| 2021年 | 第63回日本レコード大賞            | 最優秀新人賞                        | INI                          | ノミネート |
| 2021年 | JC・JK流行語大賞2021              | ヒト部門                            | INI                          | 1位        |
| 2021年 | LINE MUSIC 年間ランキング         | トレンドアーティスト                | INI                          | 受賞       |
| 2021年 | 2021 Mnet Asia Music Awards       | Favorite Asian Artist               | INI                          | 受賞       |
| 2022年 | NYLON'S NEXT 2022                 | アーティストグループ部門            | INI                          | 受賞       |
| 2022年 | 第36回 日本ゴールドディスク大賞   | ベスト5ニュー・アーティスト（邦楽） | INI                          | 受賞       |
| 2022年 | MTV VMAJ 2022                     | Best New Artist Video -Japan-       | 「Rocketeer」                | 受賞       |
| 2023年 | 2023 MAMA AWARDS                  | Favorite Asian Male Group           | INI                          | 受賞       |
| 2024年 | ASIA STAR ENTERTAINER AWARDS 2024 | ASEA THE BEST PERFORMANCE JAPAN     | INI                          | 受賞       |
| 2024年 | 2024 MAMA AWARDS                  | Favorite Asian Artist               | INI                          | 受賞       |
| 2025年 | 第39回 日本ゴールドディスク大賞   | ベスト5シングル（邦楽部門）         | 「THE FRAME」                | 受賞       |
| 2025年 | MTV VMAJ                          | Best Choreography（最優秀振付け賞） | 「WMDA (Where My Drums At)」 | 受賞       |